# Tällträsket, Norrbotten
Tällträsket är en sjö i Piteå kommun i Norrbotten och ingår i Lillpiteälvens huvudavrinningsområde. Sjöns area är 0,1391 kvadratkilometer och den befinner sig 192,8 meter över havet.